# Итальянский контракт
«Итальянский контракт» — российский музыкальный фильм 1993 года.

## Сюжет
Итальянцам понравилось пение татарского певца Рената Ибрагимова и приглашают его посетить их страну. Там они хотят предложить выгодный контракт.
В результате недосмотра итальянского импресарио Ренат попадает сначала в Ялту, только потом в Италию, и то на яхте наркоторговцев. Банду ловит полиция и Ибрагимов «за компанию» оказывается в тюрьме…

## Подробности
- Фильм рассчитан на любителей музыки.
- Ренат Ибрагимов в фильме поёт неаполитанские песни и русские романсы.
- Сценарий фильма специально написан для Рената Ибрагимова.
- В фильме участвуют артисты популярного в то время «Маски-шоу».

## Съёмочная группа
- Режиссёр — Владимир Чеботарёв
- Сценарий — Владимир Чеботарёв, Анатолий Гостюшин
- Продюсер — Ренат Ибрагимов
- Оператор — Владимир Нахабцев
- Композитор — Сергей Гаврилов
- Художник — Виктор Юшин

## В ролях
- Ренат Ибрагимов — камео
- Ольга Кабо — Катари
- Леонид Броневой — Дон Лючино
- Сергей Газаров — Лёва, менеджер Рената
- Владимир Майсурадзе — Гиви
- Эвелина Блёданс — Лариса

## Критика
В главной роли — Ренат Ибрагимов. Интересно, что по сюжету картины он играет самого себя. Работа над ней потребовала много денег, и Ренату пришлось искать спонсоров, и даже создать свою фирму «Ренат и К». Одновременно он стал продюсером фильма. В общем, Ренат еще раз подтвердил, что он одарённый актёр и творческий потенциал его неисчерпаем.— журнал «Идель», 1997